# Obszar Chronionego Krajobrazu Rejon Mokre – Lewice
Obszar Chronionego Krajobrazu Rejon Mokre – Lewice (OChKRM–L, česky Přírodní park Rajón Mokré – Levice) je přírodní park, který byl zřízen usnesením č. XXIV/193/88 Krajského národního výboru v Opolí dne 26. května 1988, o ochraně krajinných hodnot (Úřední věstník Opolského vojvodství č. 19 ze dne 17. července 1989, odstavec 231, ve znění pozdějších předpisů).
Plocha přírodního parku je 8 190 ha. Území Přírodní parku Rajón Mokre – Lewice je jedním ze dvou fragmentů Zlatohorské vrchoviny (polsky Góry Opawskie) v Polsku (dříve[kdy?] se uvádělo, že "OChKRM–L patří do Sudetského podhůří ležícího na předpolí Východních Sudet"). Přírodní park se nachází v Opolském vojvodství v okrese Hlubčice v jihovýchodní části gminy (česky obce) Hlubčice (vsi Braciszów, Ciermięcice, Dobieszów, Chomiąża, Chróstno, Krasne Pole, Lenarcice, Mokre, Mokre-Kolonia, Opawica, Pielgrzymów, Pietrowice, Radynia, Zopowy, Zubrzyce) a v severozápadní části gminy Branice (vsi Bliszczyce, Lewice). Krajina strmých, částečně zalesněných svahů, malebných údolí a malých vodních nádrží láká mnoho turistů.
Na území přírodního parku Rajón Mokre – Lewice pramení např. řeka Troja (pravý přítok Pštiny/Ciny) a potok Hrozová (pravý přítok Osoblahy).
Na území přírodního parku Rajón Mokre - Lewice se lze setkat s v Polsku chráněnými rostlinami jako je např. lýkovec jedovatý (Daphne mezereum), pupava bezlodyžná (Carlina acaulis), rakytník řešetlákový (Hippophaë rhamnoides), mařinka vonná (Asperula odorata), kalina obecná (Viburnum opulus), konvalinka vonná (Convallaria majalis), okrotice dlouholistá (Cephalanthera longifolia).
Úbočí hor pokrývající atraktivní lesy představují útočiště pro volně žijící lesní živočichy (divočáky, srny).
Přírodní park obsahuje různé krajinné oblasti s různými typy ekosystémů. Jejich obhospodařování by mělo zajistit ekologickou rovnováhu přírodních systémů.
Na části Přírodního parku Rajón Mokré – Levice je Evropsky významná lokalita – zvláštní oblast ochrany (EVL–ZOO; polsky specjalny obszar ochrony siedlisk, SOO) Góry Opawskie (kód lokality PLH160007) – enkláva v okolí Pielgrzymowa a Opawice.,
Na část území Přírodního parku Rajón Mokre – Lewice je v plánu rozšířit Park Krajobrazowy (česky CHKO) Góry Opawskie (česky Zlatohorská vrchovina).
Ve východní části přírodního parku se nachází lovecký revír č. 146 (zahrnuje vsi Lewice, Bliszczyce, Zalesie, Ciermięcice, Michałkowice) o rozloze 6120 ha (v tom okolo 300 ha lesů), ve kterém se vyskytuje drobná zvěř: zajíci, lišky, bažanti a srny. V lesích se vyskytují divočáci a sporadicky se objevují jeleni. V západní části PřP se nachází lovecký revír č. 143 „MOKRE” vymezený zhruba spojnicemi vsí Pielgrzymów - Dobieszów - Mokre - Pietrowice a po státní hranici zpět do vsi Pielgrzymów.